# UFC 172
UFC 172: Jones vs. Teixeira è stato un evento di arti marziali miste tenuto dalla Ultimate Fighting Championship il 26 aprile 2014 alla Baltimore Arena di Baltimora, Stati Uniti.

## Retroscena
La sfida per il titolo dei pesi mediomassimi tra il campione Jon Jones e lo sfidante Glover Teixeira venne spostata definitivamente a questo evento dopo essere stata inizialmente programmata come main match in successione per gli eventi UFC 169, UFC 170 e UFC 171.

## Risultati
|                                                   | Divisione          |                  |                 |                    | Metodo                                       | Round           | Tempo           | Premio          |
| Card principale                                   | Card principale    | Card principale  | Card principale | Card principale    | Card principale                              | Card principale | Card principale | Card principale |
| ------------------------------------------------- | ------------------ | ---------------- | --------------- | ------------------ | -------------------------------------------- | --------------- | --------------- | --------------- |
| Sfida valida per il titolo di campione indiscusso | Pesi Mediomassimi  | Jon Jones        | batte           | Glover Teixeira    | Decisione unanime (50-45, 50-45, 50-45)      | 5               | 5:00            |                 |
|                                                   | Pesi Mediomassimi  | Anthony Johnson  | batte           | Phil Davis         | Decisione unanime (30-27, 30-27, 30-27)      | 3               | 5:00            |                 |
|                                                   | Pesi Medi          | Luke Rockhold    | batte           | Tim Boetsch        | Sottomissione (kimura triangolare invertita) | 1               | 2:08            |                 |
|                                                   | Pesi Leggeri       | Jim Miller       | batte           | Yancy Medeiros     | Sottomissione (ghigliottina)                 | 1               | 3:18            |                 |
|                                                   | Pesi Piuma         | Max Holloway     | batte           | Andre Fili         | Sottomissione (ghigliottina)                 | 3               | 3:39            |                 |
| Card preliminare                                  |                    |                  |                 |                    |                                              |                 |                 |                 |
|                                                   | Pesi Mosca         | Joseph Benavidez | batte           | Tim Elliott        | Sottomissione (ghigliottina)                 | 1               | 4:08            | POTN            |
|                                                   | Pesi Leggeri       | Takanori Gomi    | batte           | Isaac Vallie-Flagg | Decisione unanime (29-28, 29-28, 29-28)      | 3               | 5:00            | FOTN            |
|                                                   | Pesi Gallo Femmine | Bethe Correia    | batte           | Jessamyn Duke      | Decisione unanime (30-27, 29-28, 30-27)      | 3               | 5:00            |                 |
|                                                   | Pesi Leggeri       | Danny Castillo   | batte           | Charlie Brenneman  | KO (pugno)                                   | 2               | 0:21            |                 |
|                                                   | Pesi Gallo         | Chris Beal       | batte           | Patrick Williams   | KO (ginocchiata in salto)                    | 2               | 1:51            | POTN            |

## Premi
I lottatori premiati ricevettero un bonus di 50.000 dollari.
Legenda:
- FOTN: Fight of the Night (vengono premiati entrambi gli atleti per il miglior incontro dell'evento)
- POTN: Performance of the Night (viene premiato il vincitore per la migliore performance dell'evento)

## Incontri annullati
|  | Divisione    |                  |        |                    | Motivo                                                             |
|  | ------------ | ---------------- | ------ | ------------------ | ------------------------------------------------------------------ |
|  | Pesi Leggeri | Joe Ellenberger  | contro | Vagner Rocha       | Rocha infortunato                                                  |
|  | Pesi Leggeri | Yancy Medeiros   | contro | Joe Ellenberger    | Medeiros andò a sostituire Bobby Green nel match contro Jim Miller |
|  | Pesi Leggeri | Jim Miller       | contro | Bobby Green        | Green infortunato                                                  |
|  | Pesi Leggeri | Danny Castillo   | contro | Isaac Vallie-Flagg | Vennero scelti avversari differenti per entrambi                   |
|  | Pesi Welter  | Tarec Saffiedine | contro | Jake Ellenberger   | Saffiedine infortunato                                             |